# Estruvita
L'estruvita o struvita és un mineral de la classe dels fosfats, que pertany i dona nom al grup de l'estruvita. Va ser descoberta l'any 1846 prop d'Hamburg (Alemanya). Rep el seu nom del diplomàtic rus Heinrich Christoph Gottfried Struve (1772-1851), cònsol a Hamburg.

## Característiques
L'estruvita és un fosfat hidratat d'amoni i magnesi. És isomorf amb l'estruvita-(K), l'anàleg amb potassi en lloc d'amoni. Cristal·litza en el sistema ortoròmbic formant cristalls ehuedrals o plaques. La seva duresa a l'escala de Mohs oscil·la entre 1,5 i 2, sent doncs un mineral molt tou.
Segons la classificació de Nickel-Strunz, l'estruvita pertany a «08.CH: Fosfats sense anions addicionals, amb H₂O, amb cations de mida mitjana i gran, RO4:H2O < 1:1» juntament amb els següents minerals: walentaita, anapaïta, picrofarmacolita, dittmarita, niahita, francoanellita, taranakita, schertelita, hannayita, estruvita-(K), hazenita, rimkorolgita, bakhchisaraitsevita, fahleita, smolyaninovita, barahonaita-(Al) i barahonaita-(Fe).

## Formació i jaciments
Es va trobar per primera vegada a Hamburg, a la terra de torba barrejada amb fems de bestiar boví, on es forma com a producte de la putrefacció de matèria orgànica per l'acció bacteriana. Típicament formada a partir del guano d'au o de ratpenat a l'interior de coves o dipòsits de superfície. Sol trobar-se associada a altres minerals com: newberyita, hannayita, brushita o stercorita.
S'ha trobat com constituent dels càlculs del ronyó humà i de la bufeta urinària, en aparells urinaris alcalinitzats i infectats per bacteris.

## Grup de l'estruvita
El grup de l'estruvita està format per tres fosfats amb magnesi.
| Espècie       | Fórmula            |
| ------------- | ------------------ |
| Hazenita      | KNaMg₂(PO₄)₂·14H₂O |
| Estruvita     | (NH₄)Mg(PO₄)·6H₂O  |
| Estruvita-(K) | KMg(PO₄)·6H₂O      |